# أوديومشين
أوديومشين (بالإنجليزية: audiomachine)‏ هي شركة للأنتاج الموسيقي واقعة في لوس أنجلوس، ولاية كاليفورنيا أنشأها باول دينيلر وكارول سوفينسكي في آب 2005 ، بأنتاج الملحن باول دينيلر وكيفن ريكس . يقع مقرها في بيفرلي هيلز، كاليفورنيا. استخدمت موسيقاها في العروض الدعائية لأفلام مشهورة منها أفاتار، هاري بوتر وجماعة العنقاء، هانكوك، بياولف والرجل العنكبوت 3.

## وصلات خارجية
- أوديومشين على موقع IMDb (الإنجليزية)
- أوديومشين على موقع ميوزك برينز (الإنجليزية)
- أوديومشين على موقع أول ميوزيك (الإنجليزية)
- أوديومشين على موقع ديسكوغز (الإنجليزية)
- الموقع الإلكتروني